# Giulio Maier (politico)
Giulio Maier (Paluzza, 5 novembre 1913 – 6 febbraio 1970) è stato un politico italiano.

## Biografia
Esponente del Partito Socialista Democratico Italiano. Viene eletto al Senato nel 1963 nella IV legislatura, venendo riconfermato anche dopo le elezioni politiche del 1968 con il PSI-PSDI Unificati. Muore a 56 anni, da senatore in carica, venendo sostituito a Palazzo Madama da Mario Ferri.